# Hasan Ferid Alnar
Hasan Ferid Alnar (1906 – 1978) è stato un musicista turco.
Allievo di Joseph Marx, fu soprattutto compositore di musica da camera.